# DAN DAN Dance!!
「DAN DAN Dance!!」（ダン ダン ダンス）は、A.B.C-Zの7枚目のCDシングル。2019年9月25日にポニー・キャニオンから発売された。

## 概要
表題曲はグループと東京ジョイポリス2年目のコラボレーション、2019年7月16日から10月14日まで開催される「A.B.C-Z 5STARS FESTIVAL IN JOYPOLIS」のイメージソング。
初回限定盤2種と通常盤計3種類（通常盤には初回プレス仕様が存在する）でリリース。また、コンサートツアー「A.B.C-Z Concert Tour 2019 Going with Zephyr」の会場と東京ジョイポリスでそれぞれ限定特典付きの予約販売を行う。

## 収録曲

### CD

#### 通常盤
1. DAN DAN Dance!! [4:10]
作詞：佐原康太、作曲：Fredrik“Figge”Bostrom・川口進、編曲：生田真心
  - 東京ジョイポリス「A.B.C-Z 5STARS FESTIVAL IN JOYPOLIS」イメージソング
2. サヨナラはハジマリ [4:30]
作詞・作曲：森大輔・岡田健次良、編曲：森大輔
3. Miss my Love [3:24]
作詞：鮎川めぐみ、作曲：Moa Anna Carlebecker Forsell aka Cazzi Opeia・Ellen Berg・minGtion、編曲：minGtion
4. DAN DAN Dance!!（Inst.）
5. サヨナラはハジマリ（Inst.）
6. Miss my Love（Inst.）

#### 初回限定盤A
1. DAN DAN Dance!!
2. Humming Days [3:39]
作詞：Takuya Harada、作曲：Takuya Harada・Xisco、編曲：Xisco
3. Humming Days（Inst.）

#### 初回限定盤B
1. DAN DAN Dance!!
2. Top of Ace [3:40]
作詞：早川博隆、作曲：早川博隆・Tsubasa、編曲：Tsubasa
3. Top of Ace（Inst.）

### DVD

#### 初回限定盤A
1. 「DAN DAN Dance!!」Music Clip
2. Making of「DAN DAN Dance!!」Music Clip & Jacket Shooting

#### 初回限定盤B
1. Dan Dan Dance!! スペシャルプログラム「GAN GAN Games!!」

## 仕様
※通常盤のみ
- チェンジング歌詞カード
チェンジングジャケットとしても使用できる歌詞カード3種封入。
- ピクチャーレーベル
初回プレス仕様のみ。